# 氣質
氣質，中國哲學術語，最早源自於宋朝理學家，用來指稱人類先天的不同稟賦。這是宋明理學很重要的探討課題，張載認為，因為人類的天生稟賦（氣）不同，使得人類在出生時有不同的個性，但是這些不同的個性都可能因為後天的修養與閱讀而所有改變（變化氣質）。
現代也用這個詞來作為稱讚語，用來讚美某個人擁有一種優雅的個性。

## 各派理論
理學家認為，人類的天性，有氣質之性，與天理之性兩種。